# 松島郵便局
松島郵便局（まつしまゆうびんきょく）
- 宮城県宮城郡松島町にある郵便局。本記事にて記述する。
- 山梨県甲斐市にある郵便局。局番号は08055。
- 長崎県西海市にある郵便局。局番号は76075。
- 熊本県上天草市にある郵便局。局番号は71046。

松島郵便局（まつしまゆうびんきょく）は宮城県宮城郡松島町にある郵便局。民営化前の分類では集配特定郵便局であった。

## 概要
住所：〒981-0299 宮城県宮城郡松島町高城町東二22-30

## 沿革
- 1874年（明治7年）12月26日 - 高城（たかぎ）郵便取扱所として開設[1]。
- 1875年（明治8年）1月1日 - 高城郵便局（五等）となる。
- 1882年（明治15年） - 為替・貯金取扱を開始。
- 1892年（明治25年）11月1日 - 松島郵便局に改称。
- 1897年（明治30年）1月21日 - 松島郵便電信局となる。
- 1903年（明治36年）4月1日 - 通信官署官制の施行に伴い松島郵便局となる。
- 1955年（昭和30年）8月1日 - 松島海岸郵便局から電報配達事務の取扱を移管[2]。
- 1968年（昭和43年）1月28日 - 電話交換、和文電報配達、欧文電報受付・配達、国際電報受付・配達の各業務を、松島電報電話局に移管。
- 1984年（昭和59年）6月 - 局舎新築。
- 2007年（平成19年）10月1日 - 民営化に伴い、併設された郵便事業仙台東支店松島集配センターに一部業務を移管。
- 2012年（平成24年）10月1日 - 日本郵便株式会社発足に伴い、郵便事業仙台東支店松島集配センターを松島郵便局に統合。

## 取扱内容
- 郵便、印紙、ゆうパック、内容証明
- 貯金、為替、振替、振込、国際送金、国債
- 生命保険、バイク自賠責保険
- 宝くじの販売
- ゆうちょ銀行ATM
- 宮城郡松島町内全域（〒981-02xx）の集配業務

## 周辺
- 松島町役場
- 国道45号
- 高城川

## アクセス
- JR仙石線 高城町駅から南へ約500m（徒歩約6分）、JR東北本線 松島駅から東へ約700m（徒歩約8分）
- 松島町営バス 役場前停留所下車
- 三陸自動車道 松島北ICから南へ約2.5km
- 駐車場あり：10台